# Свјатослав Белза
Свјатослав Игоревич Белза (рус. Святосла́в И́горевич Бэ́лза; Чељабинск, 26. април 1942 – Минхен, 3. јун 2014) био је совјетски руски књижевни и музички научник, критичар и есејиста и истакнуто ТВ лице које је покренуло и водило неколико ТВ програма за популаризацију класичне музике, позоришта и балета, укључујући музику на етру и ремек -дела светског музичког театра. Белза је добио истакнута признања у три земље, међу којима су руски орден заслуга за отаџбину, орден заслуга Републике Пољске и украјински орден Светог Николе.

## Биографија
Свјатослав Белза је рођен 26. априла 1942. у Чељабинску, у породици Игора Фјодоровича Белзе (1904–1994), совјетског музичара, композитора и научника уметности, рођеног у Варшави, и Зоје Константиновне Белза-Дорошчукове.
Године 1965, након дипломирања на филолошком факултету на Московском универзитету, Белза се придружио Институту за светску књижевност Горког при Руској академији наука. Године 1979. почео је да редовно сарађује за Литературну газету, у почетку као рецензент иностране књижевности.
Белза је аутор више од 300 есеја, од којих се већина фокусира или на западну књижевност, или на везе руских аутора са европском културом. Међу његовим запаженим делима су „Брјусов и Данте” (Зборник Данте и Словени, 1965), „Брјусов и Пољска” (1966), „Дон Кихот у руској поезији” (1969), „Пољске везе Вјаземског ” (пољ . Антологија руских књижевних односа, 1970), „Грахам Грин“ (Енглеска књижевност, 1945–1980, 1987), „Пушкин и културно јединство словенских народа“ (1988), „Dante e la poesia russa nel primo quarto del XX secolo“ из Dantismo russo e cornice europea, Фиренца, 1989), „Розанов и његова читалачка публика“ (Василиј Розанов. Милано, 1993) и „Словачка књижевност“ ( Историја светске књижевности, 8. том 1991).
Један од најистакнутијих стручњака за Шекспира у Русији, Белза је саставио и уредио заоставштину другог значајног руског шекспиролога, Михаила Морозова. Дао је предговоре и предговоре за више од 100 публикација дела Вилијама Шекспира, Оскара Вајлда, Александра Диме, Онореа де Балзака, Жила Верна, Грејама Грина, Едгара Алана Поа, Станислава Лема, Мроже Парожека и Славомира Мрожека, између осталих. Године 1990. саставио је The Reading Man. Homo Legens, хваљену као иновативна студија о фундаменталним интелектуалним способностима савременог човека.
Године 1987. Белза је дебитовао на совјетској телевизији као рецензент; годину дана касније постао је водитељ сопственог програма Музика на етру (1988–1996). Од 1993-1995. био је уметнички директор Одељења за музику и забаву Останкино. Године 1997. године Белза је почео да ради на телевизији Култура. Међу његовим најпознатијим програмима били су Ремек дела светског позоришта и У твојој кући . Био је ко-водитељ (са Маријом Максаковом) популарне емисије Романтика Романса и био је ко-водитељ (са Алом Сигаловом) такмичарских емисија Бољшој опере (2011) и Бољшог балета (2012).
Свјатослав Белза је преминуо од рака панкреаса 3. јуна 2014. у Минхену у Немачкој у 72. години.

## Признања
Током свог живота Белза је награђиван многим одликовањима. Године 1988. Белза је добио награду за пољске културне заслуге. Године 1994. добио је титулу Народног уметника Русије. Добио је официрски крст Ордена заслуга Републике Пољске, као и украјински орден Светог Николе 1997. године.
Године 2000. Белза је одликован руским орденом пријатељства. Међу његовим осталим признањима су Московска награда (2002) и Државна награда Руске Федерације за уметност и књижевност (2011), као и Орден заслуга за отаџбину (2012) и „Награда Владе Русије Федерације“ из области културе (2013).
Белза је био члан Руске телевизијске академије (1994-2014), Руске академије уметности (од 1998) и Евроазијске академије телевизије (од 2001).

## Лични живот
Године 1969. Белза се оженио Нином Кулагином, тада студенткињом Кијевског универзитета, касније професорком енглеског језика (такође је била и пливачица и шампионка СССР-а у леђном стилу); имали су једног сина Игора Белзу (р. 1971), сада бизнисмена, који је ожењен уметницом Александром Отијевом, са седиштем у Ници. После развода 1981. Белзина партнерка била је Олга Глебова, такође професорка енглеског језика, и ћерка глумца Петра Глебова. Имали су једног сина Фјодора Белзу (р. 1981), чији је син Сергеј унук Свјатослава Белзе.